# Jean Jadot (Fußballspieler)
Jean Jadot (* 2. April 1928 in Herstal; † 14. November 2007) war ein belgischer Fußballspieler.

## Karriere

### Vereine
Jadot spielte im Seniorenbereich zunächst in Vottem in der Provinz Lüttich beim dort ansässigen Drittligaaufsteiger RC Vottem, für den er zwei Jahre lang Punktspiele bestritt. Zur Saison 1948/49 vom Erstligisten Standard Lüttich verpflichtet, spielte er für diesen erst ab der Saison 1949/50 bis zum Saisonende 1959/60 durchgängig in der Division 1. Während seiner Zugehörigkeit gewann er mit seiner Mannschaft je einmal den nationalen Vereinspokal – möglich geworden am 6. Juni 1954 im Brüsseler Heysel-Stadion mit dem 3:1-Sieg über dem KRC Mechelen – und einmal, 1958, die Meisterschaft. Durch diesen Erfolg kam er auch im Wettbewerb um den Europapokal der Landesmeister zum Einsatz. Er debütierte am 3. September 1958 im Vorrundenhinspiel beim 5:1-Sieg über den schottischen Meister Heart of Midlothian, gegen den er zwei Tore erzielte. Danach bestritt er die Hin- und Rückrundenspiele des Achtel- und Viertelfinales gegen Sporting Lissabon und Stade Reims; gegen beide Mannschaften erzielte er jeweils ein weiteres Tor. Seine Spielerkarriere ließ er von 1960 bis 1963 beim seinerzeitigen Drittligisten RES Jamboise ausklingen.

### Nationalmannschaft
Jadot kam für die A-Nationalmannschaft in fünf Länderspielen zum Einsatz, in denen er zwei Tore erzielte. Er debütierte am 5. Juni 1955 im Brüsseler Stade du Centenaire bei der 1:3-Niederlage gegen die Nationalmannschaft der ČSSR. Am 1. Weihnachtstag 1955 beschenkte er sich mit seinem ersten Länderspieltor, das er an selber Stätte beim 2:1-Sieg über die Nationalmannschaft Frankreich mit dem Treffer zum 1:0 in der 43. Minute erzielt hatte. Seine letzten drei von Freundschaft geprägten Länderspiele bestritt er alle im Jahr 1960. Beim 3:1-Sieg über die Schweizer Nationalmannschaft am 27. März in Brüssel erzielte er das Tor zum 2:1 in der 49. Minute. Dort hatte man am 13. April die Nationalmannschaft Chiles zu Gast, von der man sich 1:1 unentschieden trennte. Seinen letzten Einsatz als Nationalspieler hatte er am 24. April im Antwerpener Bosuilstadion, in dem die Nationalmannschaft der Niederlande mit 2:1 bezwungen wurde.   

## Erfolge
- Belgischer Meister 1958
- Belgischer Pokal-Sieger 1954